# سازمان صهیونیست آمریکا
سازمان صهیونیست آمریکا (انگلیسی: Zionist Organization of America)، تأسیس ۱۸۹۷، یکی از اولین سازمان‌های رسمی صهیونیست در آمریکا و خصوصاً در اوایل قرن بیستم نمایندهٔ اصلی یهودیان آمریکا در سازمان جهانی صهیونیسم بود، و اساساً از صهیونیسم سیاسی حمایت می‌کند.
امروزه این سازمان همچنان به عنوان یک گروه برجستهٔ حامی اسرائیل در آمریکا به فعالیت خود ادامه می‌دهد و ۳۰۰۰۰ عضو دارد.